# Berniniella nana
Berniniella nana är en kvalsterart som beskrevs av Gordeeva 1991. Berniniella nana ingår i släktet Berniniella och familjen Oppiidae. Inga underarter finns listade.